# 京华美专
京华美专，其全称为京华美术专门学校，亦以京华美术学院之称知名，为中华民国时期北京地区著名的私立美术教育学府。

## 学校历史
1924年，初由国立北京美术学校师范系一班毕业的高希舜、王石之、邱石冥、王君异、储小石、谌亚逵六人筹办此京华美术专门学校，请他们在国立北京美术学校的老师姚茫父出任校长。京华美专的校训为姚茫父所订之“安、雅、玄、易”。
1926年，姚茫父中风后不能承担校务工作，遂由邱石冥代理校长。
1929年3月至1930年2月，徐宝衡接任校长。
1930年2月至同年秋，由储小石任校长。
1930年秋，尹述贤任校长。在此期间副校长长王悦之乘尹述贤出差之机改京华美专为“北平美术学院”，并自任校长。
1931年9月，王悦之与其“北平美术学院”一并被驱离京华美专，尹述贤复任校长。
1933年10月，因与本市各美术学院多有混淆之处，京华美专更名为京华美术学院。
1936年2月，尹述贤辞职，顺利将校务交接给董事长何竞武、代理校长邱石冥。
1936年至1949年由邱石冥任校长。
1952年，京华美术学院的美术系并入中央美术学院，

## 教育业绩
关于京华美专的介绍，较为详审的资料有三种：
一、1929年京华美专自己编著的《京华美术专门学校要览》，现藏中国国家图书馆；
二、1936年毕业生编辑的校刊《京华美术学院年刊》；
三、1936年京华美专呈请北平社会局备案的档案资料《为遵令改组京华美术学院为私立京华美术科高级职业学校呈请立并转呈教育部立案由》，现藏于北京档案馆。

在《京华美术学院年刊》上刊有当时作为教务长的邱石冥写的一篇序，其中云：
本院自前校长茫父先生创办以来，迄今十有二载，初名京华美术专门学校，二十年秋改为北平美术学校，廿二年秋，乃更今名——京华美术学院，其间几经波澜，不绝如缕，赖诸同仁之努力奋斗，得以继承先生遗志。回忆此十年中，凡五易校长，八迁校址，同学之毕业及肄业者，数达千人，历年来之成绩，所以贡献于社会，亦不无灿然可观者。